# Yūji Fujii
Pour les articles homonymes, voir Fujii.
Yūji Fujii (藤井 勇治, Fujii Yūji, 27 février 1950) est un homme politique japonais du Parti libéral-démocrate, membre de la Chambre des représentants du Japon à la Diète du Japon. Né à Torahime, Shiga est diplômé de l'université de Ryūkoku, il s'est présenté sans succès à l'assemblée de la préfecture de Shiga. Il est élu à la Chambre des représentants pour la première fois en 2005.